# Подморница
Подморница (енгл. submarine, итал. sottomarino), пловило које се креће-плови по површини воде и испод нивоа површине воде. Постоје ратне, транспортне и истраживачке. Користе за пренос људи, оружја, разних роба, инструмената и сл. Намијењене су за неопажено и изненадно торпедовање непријатељских бродова и других пловила, за извиђање, за полагање мина и других експлозивних направа. Према намјени ратне подморнице су наоружане торпедима, топовима малих калибара, ракетним диригованим пројектилима и др. Депласман им је од 500-2700 и више тона. Батискаф је посебна врста подморнице намијењена за истраживање великих морских дубина. Од обичне подморнице се разликује по слабијој покретљивости, малим димензијама и способности зарањања на много веће дубине.
Подморнице на нуклеарни погон најмоћније су и најразорнији ратне машине икада саграђене. Оне се убрајају у врхунску технологију са огромном ватреном моћи, способности неприметљивог пловљења и спровођења непредвидивих напада.
У доба Првог и Другог светског рата, подморнице су биле на дизел-електрични погон, с нафтом као погонским горивом, док су се у заронима служили с у акумулаторима ускладиштеном енергијом за покретање електромотора. Како су ове батерије ограниченог капацитета, тако су и ране подморнице биле релативно ограничених подводних способности. Морале су често да израњају ради снабдијевање батерија енергијом и то их је чинило изложенима непријатељском деловању. Ово се измијенило појавом подморница на нуклеарни погон.
Нуклеарни реактори неупоредиво су богатији и снажнији извор енергије од дизелских-електричних агрегата - омогућују подморници да читав свој животни век проведе без обнове погонског горива, пруживши им тиме неограничен доплов, изузетну подводну издржљивост и дотад незамисливе перформансе. Данашње нуклеарне подморнице постижу подводне брзине од 35 чворова (у случају руске Алфа класе и преко 42 чвора), способне су да месецима плове зароњене без накнаде ваздуха, да боравите на дубинама и до 800 m и заправо су једино ограничене издржљивошћу посаде и количином намирница које могу понети.

## Врсте подморница
По њиховој намјени нуклеарне подморнице можемо поделити у две класе:
- Нападне (јуришне) подморнице
- Нуклеарно-балистичке нападне подморнице

SSN су подморнице првотно намењене борби против површинских и подводних јединица, са секундарном улогом у нападању на копнене циљеве. У односу на SSBN мањих су домета, бољих акустичких својстава, супериорнијих маневарских способности и поседују далеко снажније конвенционално наоружање што им с правом придаје надимак „ловаца-убица“.
SSBN су с друге стране платформе за лансирање балистичких пројектила с нуклеарним бојевим главама, и зависно од класе поједине подморнице могу поседовати преко стотину бојевих глава, стравичне су разорне моћи и способности наношења стратешких удара из било које локације на Земљи - било са површине или дубоко под водом.
Свака од тих бојевих глава у просеку је 15 пута разорнија од атомске бомбе бачене на Хирошиму.
У данашњем пост-хладноратовском добу долази до благих промена у стратешким улогама нуклеарних подморница. Светско уређење прешло је с биполарних суперсила на мултиполарну групу интереса. Иако је изгледност сукоба глобалних размера данас далеко мања, све је већа вероватноћа избијања регионалних ратова ограничених размера.
Композиција и оперативни став великих подморничких морнарица, углавном једне САД, одражава ово стање и сходно томе долази до преласка с наглашеног деловања на отвореном мору ка оном приобалном. За подморничке снаге то значи неколико значајних измјена. Током Хладног рата главни задатак нападачких подморница била је противподморничка борба и остваривање превласти на отвореном мору. Са освитом новог пост-хладноратовског доба подморнице морају бити способне да извршавају цели спектар стратешко-тактички разноврсних задатака у изузетно акустички непредвидивим плитким приобалним водама.

## Стратешко-тактички задатак
Спречавање непријатељских површинских и подморних јединица у њиховом деловању на мору увек је био важан задатак подморница. Нападне подморнице могу проводити задатке лишавања мора у низу сценарија: од отвореног рата против велике морнаричке силе, до блокада појединих лука.
Колику пријетњу подморнице представљају јасно приказују историјски примери немачког подморничког деловања током I и II Светског рата када су савезницима нанесени страховити губици, што је довело у питање целокупну прекоокеанску помоћ САД.
Током Фолкландског рата 1982, потапање аргентинске крстарице „Генерал Белграно“ од стране британске нуклеарне подморнице „Conqueror“ проузроковало је повлачење целокупне аргентинске морнарице у своје луке.
Данашње нападне нуклеарне подморнице наоружане су тешким и лаким торпедима, противбродским пројектилима и подводним минама за лишавање приступа морима. Две врсте мина користе се у подморничким деловањима: CAPTOR (enCAPsulatet TORpedo) и SLMM (Submarine Launched Mobile Mine). CAPTOR се може користити против подморница у дубоким водама, док је SLMM оружје слично торпеду, које након испаљивања може превалити неколико наутичких миља до одређене локације, где леже на морско дно и активира своје сензоре. Посебно је погодан за блокаду морских лука или уских пролаза.
Током целог Хладног рата подморнице су обављале разнолике задатке надгледања и прикупљања обавештајних података и иако његовим свршетком број активних нападних подморница у великим морнарицама све више опада, број и спектар ових задатака више се него удвостручио. Подморнице су идеална платформа за извршавање ових задатака захваљујући својој јединственој способности да неопажено продру у непријатељско подручје и тамо наставе да посматрају, слушају и бележе непријатељско деловање, читаво време оставши незапажене. Иако се сателити и ваздухоплови користе за обављање истоимених задатака, њихове су могућности често осујећене неподобним временским условима, тешкоћама континуираног посматрања одређених локација и готово потпуном немогућношћу посматрања подводног деловања. Захваљујући својој способности да буду у непосредној близини збивања, подморнице могу прикупљати и детектовати сигнале који би сателитима и ваздухопловима били недоступни, или због позадинског шума неразлучиви.
Осим наведених задатака, подморнице често бивају ангажоване за обављање специјалних операција попут преноса диверзаната, извидничких тимова и агената у задацима високог ризика. Већину САД-ових специјалних задатака у којима учествују подморнице обављају SEAL (Sea, Air and Land) тимови, обучени за деловања иза непријатељских линија. Ове се специјалне трупе могу се убацивати ваздухопловима, хеликоптерима, падобранима, површинским јединицама, али у већини случајева само подморнице могу јамчити неопажену инфилтрацију. Након што дођу у циљано подручје SEAL тимови могу обављати борбене акције потраживања и спашавања, извиђања, саботаже, диверзије и надзора непријатељског деловања и комуникација.
Нападне подморнице САД и Русије опремљене су LACM (Land Attack Cruise Missile) крстарећим пројектилима, који пружају способност наношења прецизних далекометних удара на копнене циљеве конвенционалним бојним главама. На пример, за вријеме НАТО акција против Југославије већина TLAM пројектила (Tomahawk Land Attack Missile) лансирана је из подморница. Домет ових пројектила је респектабилан; наиме, износи преко 2000 км и јамчи погодак у радијусу од 10 m и при максималном домету, захваљујући савременом сателитском навођењу.
SSBN подморнице представљају идеалну полугу стратешког застрашивања. Због својих инхерентних способности зајамчена им је висока вероватноћа преживљавања у случају избијања нуклеарног сукоба и сигурно лансирање свог нуклеарног арсенала (SLBM- Submarine Launched Ballistic Missile) из било које локације на Земљи.

## Историјат
Први помен о подморници датује из једног цртежа подморнице Роберта Валтуриуса (војни инжењер из Венеције) у књизи De ve militari из 1472. године. 1580. - Вилијем Берн представио је прве нацрте подморнице и објаснио њене принципе и начин њеног деловања. Прве подморнице саградили су: 1620. г. у Лондону холандски научник Корнелијус Јакобсон ван Дребел, 1724. Рус Е. Николов, 1776. године Американци Д. Бушнел и 1801. године Роберт Фултон и 1889. године француски инжењер Лобеф.

Џон Деј је погинуо у првој подморничкој несрећи 1773. године, 1776. године једноособна подморница на ручни погон „Корњача“ извршила је први напад на непријатељско пловило. Године 1800. подморница „Наутилус“ демонстрирала је први напад на брод помоћу мине а 1864. г. је успјела прва војна примена подморница ЦСС „Ханли“ на ручни погон- потопила је подморницу САД помоћу мине. 1867. г. Роберт Вајтхед конструисао је торпедо. Године 1900. Џон Филип Холанд конструисао је подморницу „Холанд“ са погоном мотора са унутрашњим сагоревањем (на површини) и електричним (испод нивоа воде). Године 1955. Америка прави прву подморницу на атомски погон УСС Наутилус. 3. августа 1958. г. Наутилус је преронио испод леда Сјеверног пола. У саставу САД су и ове атомске подморнице: „Seawolf“, „Sargo“, „Seadragon“, „Skate“, „Swordfish“... „Triton“ је била једна од највећих на свијету. Имала је депласман 8000 т, дуга је 130 m, а широка 10,1 м, има два атомска реактора. Поринута је у море августа 1958. године. Акциони радијус јој је 180000 км.

### Светски ратови
Иако су у првим годинама Другог светског рата немачке подморнице уз кориштење тактика вучјих чопора оствариле изузетан успех и нанеле тешке губитке савезничким бродовима, управо су због саме методе напада биле и поприлично изложене непријатељском деловању. Да би задржале тактичку покретљивост подморнице су морале пловити на површини, што је развојем микроталасних радара и далекометних бомбардера искориштено за њихово откривање и уништавање. Такви радари омогућили су ваздухопловима откривање подморница и на удаљеностима и до 50 км, а њихов велики домет покрио је рупе у надгледању Атлантика које су постојале у прве три године ратовања. Присиљене на зарањање подморнице су губиле способност праћења конвоја и тиме је увелико осујећена њихова дотадашња дејства.
Немачка тактика заснивала се на важној улози средишње координације подморница са приобалним заповедним центрима, и стога су размењиване опсежне двосмерне радио комуникације између подморница и заповедништва. Ове трансмисије могле су се пресрести уз кориштење обалних, а потом и морских детекцијских система, пруживши тиме грубу процену локације подморница, а и саме поруке су се могле дешифрирати кориштењем Ултра машина, у прве три године само на махове, а од онда непрекинуто.
Противподморничко деловање у Другом светском рату није било без мана, и њена коначна победа је само забашурила растући несразмер у броју противподморничких јединица у корист подморница. У Другом светском рату та је диспропорција још очитија него у Првом светском рату. На свом врхунцу, 1917. године Немци су поседовали 140 подморница, док су им савезници супротстављали готово 200 заштитних површинских конвојских пратилаца. Током Другог светског рата максимални број немачких подморница досегнут је у марту 1943. и износио је 240 подморница. Гледајући само британску Краљевску морнарицу, против немачких подморница било је ангажовано 875 бродова опремљених активним сонаром, 41 специјализованих носача и 300 обалских патролних ваздухоплова. Пред сам крај Другог светског рата дошло је до великог скока у технолошком развоју немачких подморница, који би да је рат потрајао, увелико пореметио однос снага на Атлантику.
Реч је о дизел-електричној подморници типа , која је објединила три велике измене у дизајну које су јој омогућиле корјенито нови приступ подморничким деловањима. Ове промене укључивале су повећање капацитета батерија, хидродинамичнији труп који је омогућавао постизање већих подводних брзина, те сноркел који је јамчио рад дизел агрегата при перископској дубини.
Тип XXI је поткопавала све елементе савезничке противподморничке доктрине која је однијела побједу у Другом светском рату. Сноркел, који је имао неупоредиво мањи радарски одраз од изроњене подморнице, вратио је подморницама њихову тактичку покретљивост. Дакле, поновно су се могле кретати пуном брзином користећи се дизел моторима без пријетње од противничких ваздухопловних снага. Хидродинамичнији труп и повећани капацитет батерија омогућио је потпуно зароњеној подморници постизање већих брзина у дужим временским периодима, те тиме и избегавање сонаром опремљене бродове након што би разоткрила своју присутност нападом.

### Хладни рат
Још увек није био испуњен дугогодишњи сан о истинској подморници, потпуно независној од површине, са способношћу откривања и нападања циљева под окриљем морског вела. И док су се након рата почеле производити прве копије подморнице типа XXI, даљни развој био је првенствено усмерен ка увођењу новог погонског постројења. За узор у том пољу, стајала је још егзотичнија немачка подморница Type XXVI Walther која је прва увела AIP (Air Indepedent Power) погон, који се служио водоник-пероксидом као оксидацијским средством.
Као резултат големог напретка на пољу нуклеарне технологије и развоја нових и чвршћих хидродинамичнијих трупова осванула је прва подморница на нуклеарни погон - Наутилус. Њена појава затекла је противподморничке снаге готово потпуно неприпремљене на такву претњу, што најбоље говори опис њеног деловања на вјежби изведеној 1955. године:
„Пловећи при 24 чвора и нападајући бродове по властитом нахођењу, извела је симулиране нападаје на 16 бродова ... Једном приликом, открила је носач авиона и његову пратњу како се удаљавају при брзини од 20 чворова. Да би се поставила у положај за нападање превалила је 219 наутичких миља у 10.25 сати; 16 сати након тога напала је и усамљени разарач 240 наутичких миља од те позиције.“
Било ју је тешко открити јер никада није морала користити шноркел, и била је толико брза да је без проблема избегавала активни сонар. Њена брзина и тродимензионална маневрабилност пружала јој је нерањивост од свих тадашњих торпеда, који су били развијани за супротстављање дизел-електричним подморницама ограничених на брзине до 8 чворова. Ускоро је откривено да су подморнице на нуклеарни погон необично бучне и стога веома подложне откривању пасивним сонаром.
Пасивна акустика одједном је постала изузетно важна, стога што је Наутилус за разлику од дизел-електричних подморница цело време стварао буку, поготово у нижем делу звучног спектра, што је последица рада пумпи реакторског хлађења које су непрекидно активне докле год реактор пружа енергију, а и због редукцијске опреме која је била потребна за успоравање обртања осовине гасне турбине. Ово је убрзо постала главна бољка нуклеарних подморница, нешто што су Руси за разлику од Американаца, успјели да отклоне тек на истеку 80-тих година 20. века.

## О подморницама
Потребе војске и рата су непосредан узрочник настанка подморница. Могућност неопаженог кретање испод нивоа површине воде је значила предност над непријатељем. Подморнице и све њене неопходне карактеристике су се временом усавршавале. Оне су могле све дубље и све дуже да бораве испод нивоа површине воде. Њихова носивост је постајала све већа. Наоружања све моћнија. Маневарске способности све боље. Уређаји за прикривање све ефикаснији. Међутим, како су се усавршавале подморнице, усавршавали су се и уређаји и оружја за њихово откривање, лоцирање и уништавање.

### Мотори на подморницама
Прве подморнице кретале су се погоном људске физичке снаге. Током вијекова подморнице су се усавршавале. Посебно су се усавршавали њихови погонски мотори .
Постоје три врсте мотора у подморницама. За пловидбу по површини воде користе се дизел мотори, а испод нивоа површине воде електромотори који се снабдјевају струјом из акумулатора који се пуне за вријеме вожње на површини воде из истих електромотора који се покрећу испод нивоа воде. Дизел – електрични погон се користи за шноркел вожњу.(То је кретање подморнице испод нивоа површине воде на дубини са које се може на површину избацити шноркел и перископ- шноркел је цијев кроз коју подморница узима ваздух неопходан за рад дизел-мотора испод нивоа површине воде.) За покретање најновијих атомских подморница користе се атомски мотори. Реактор из нуклеарног горива производи топлоту која се кроз претварач топлоте одводи у генератор паре. Пара погони турбине које покрећу подморницу брзинама и већим од 25 чв.
Зарањање, израњање и промјену дубине регулише упуштена или избачена вода компримованим ваздухом или гасом у интегралним балансним танковима на подморници.(Принцип рибљег мјехура).

### Радна дубина
Дубина роњења се повећавала: у Првом светском рату износила је 80 м. а у Другом светском рату њемачке подморнице могле су да зароне и на 200 м.
Радна дубина дизел-електричних подморница износи од 200-300м, а нуклеарних до 600м.(Подморница АЛФА може да се спусти и на 700 m и практично буде ван домашаја већине непријатељских осматрачких система и противподморничког оружја)
Неке подморнице могу да зароне и на 1000 m дубине. Њихов труп је грађен од титана.

### Аутономност подморнице под водом
Аутономност атомских подморница превазилази психофизичке могућности посада које их опслужују. Аутономност дизел- електричних подморница се креће од 40-90 дана, зависно од залиха горива. Повећање аутономности подморница испод нивоа површине воде повећава се повећавањем капацитета акумулаторских батерија, квалитетнијом регенерацијом ваздуха и квалитетнијом микроклимом.

### Навигација и наоружање
Модерне подморнице имају најсавременије сателитске уређаја за навигацију.
Главно наоружање подморница су торпеда и ракетни пројектили. На подморницама постоји десетак торпедних цијеви. Оне су чврсто причвршћене за тијело подморнице. Када подморница избаци торпеда цијеви се затварају а тежина воде која је ушла у цијев надомјешта тежину избаченог торпеда. Када се у цијев убацује ново торпедо вода из ње се испушта у одговарајући танк. Велике подморнице носе за сваку цијев по 2-3 торпеда. Неке су подморнице специјализоване и за полагање мина.

### Тактичко-техничке особине подморница
Тајност дејства је основна тактичка особина сваке подморнице. Остварује се вожњом испод нивоа површине воде, опремањем савременим детекционим системима и средствима за праћење хидролошких услова у подручју пловидбе, постизањем што мање шумности приликом кретања као и свођењем интензитета физичких поља које производи на што мању мјеру (магнетно, електромагнетно, радиоактивно, топлотно и др.)

### Перископ
Перископ је важан и обавезан уређај сваке подморнице. Њиме се посматра и извиђа околина изнад водене површине из зароњене подморнице. Дужине је и до 15 m тако да се са њим може посматрати са безбједне дубине. Он је телескопски покретан те се може извлачити из тијела подморнице и по завршеном осматрању увлачити у подморницу. У горњем дијелу је узак, свега до 35 мм, да би остао тешко примјетљив, а под водом је шири да би што боље амортизовао разне вибрације, и тако задржао добру видљивост. Овај перископ је тактички перископ и њиме рукује искључиво командант подморнице. Подморница има 2 до 4 перископа и они су различитих намјена.

## Нуклеарни реактор
Срце сваке нуклеарне подморнице јесте нуклеарни реактор. Нуклеарни реактори су уређаји у којима се одржавају контролисане фисијске ланчане реакције за производњу топлотне енергије. У основи, могу се поделити на два типа: споре и брзе. Док спори реактори користе сиромашније гориво и првенствено налазе примену у комерцијалним електранама, брзи реактори се најчешће користе као погонски системи великих морнаричких јединица (попут носача авиона или подморница), те користе изузетно обогаћено гориво.
Најчешће кориштени енергент у нуклеарној фисији је уранијум.
За кориштење у цивилним нуклеарним реакторима удео од 3% се сматра довољним, док је за војне нуклеарне реакторе потребан удео од 90% или више, те су углавном PWR типа с деминерализованом водом као расхлађивачем, чији парогенератори загревају морску воду у сврху покретања, или производње електричне енергије.
Осим воде као расхлађивача користе се и текући метали који омогућавају постизање далеко виших температура и тиме већу искористивост нуклеарног реактора. Пример тога је нуклеарни реактор руске подморнице Алфа класе, који јој је омогућивао постизање подводних брзина од 45 чворова, у доба када ниједна подморница није постизала брзине изнад 30 чворова. Снага подморничких нуклеарних реактора увелико варира, и креће се углавном од 75 до 200 мегавата.

## Детекцијско-навигацијски системи
Делотворност данашњих подморница зависи од њихове способности да остану непримећене током дужих временских периода док претражују, прате или нападају циљеве све време боравећи под водом. Овај начин прикривања делотворан је само уколико подморница може да измиче противнику који је настоји открити, а да притом не губи своју способност детекције. Потенцијалне мете, биле оне под водом или на површини, свој положај могу одати генерирањем или рефлексијом енергије, а и ремећењем природних статичких просторних поља, попут, на пример, магнетског поља Земље.
Када је реч о подводној детекцији, при избору коришћене врсте енергије разматрају се следећа три критеријума:
1. Домет продирања енергије кроз медијум
2. Способност диференцијације објеката у медијуму
3. Брзина пропагације

Од свих познатих природних феномена светлост поседује изврсну способност диференцијације и брзину пропагације, али и веома ограничен досег продирања кроз водени медијум, реда неколико десетака метара, чиме је увелико ограничена њена практична примена. Ово не значи да се светлост никада не користи у противподморничком деловању. Опсежан развој на ласерским детекторима могао би се уистину показати делотворним и прихватљивим методама детекције и наћи се у арсеналу противподморничких снага. Радио таласима, који такође поседују изврсну пропагацију и домет у већини медија, вода је нажалост потпуно непробојна осим на најнижим фреквенцијама. VLF сигнали продиру само на око 10 м док се домет таласа виших фреквенција може мерити у милиметрима. Поремећаји магнетског и гравитацијског поља такође се могу мерити, али само на веома ограниченим удаљеностима, јер снага аномалије опада с кубом удаљености. Иако је домет детекције већи од светлости или радио таласа, ипак је, у најбољем случају, реч само о неколико стотина метара што онемогућује њихову примену у нормалном надгледању.
Акустична енергија, иако не поседује брзину пропагације електромагнетских таласа, ипак постиже оперативно употребљиве домете продирања. Због овога, звук је најприхватљивији природни феномен у подморском ратовању, подморским комуникацијама и подморским навигацијама. Нажалост, акустични таласи далеко су од идеалног средства детекције, јер је море изузетно хетероген медијум, који обилује у просторним разликама у температури, притиску и салинитету који увелико утичу на домет и облик пропагације звучних таласа, те стога његова делотворна примена захтева велику изученост и разумевање ових феномена.
Много је извора звука који могу одати присутност брода или подморнице. Вибрације услед рада машина и осталих пропулзијских система продиру у воду преко трупа и шире се у свим смеровима. Бродски вијак ствара резонанцију током рада, а може се развити и кавитација (шум створен урушавањем мехурића водене паре). Надаље, турбулентни ток воде дуж брода може побудити сами труп који онда постаје извор звука.
Извора подводног шума такође је много, но сви се могу поделити на само неколико типова. Амбијентни шум за разлику од свих осталих не долази из неког одређеног смера нити има одредиви извор. Ниво шума приближно је једнак у целом подручју посматрања. Најочитији извор амбијентног звука су појаве на површини мора. Кретање морске масе ствара шум који је зависан од површинског стања мора, с највећим интензитетом у фреквенцијском у опсегу од 100 Hz до 1000 Hz. Они прекривају најинтересантнији опсег у којему ради већина хидроакустичких система великог домета. Осим што шумови великог мора прикривају присуство подморнице, велики таласи могу спречити и спуштање антена сонара из противподморничких хеликоптера на одређену дубину, тегљење низа акустичких претварача, или пак деградирати перформансе радиоакустичних плутача, које бацају противподморнички ваздухоплови. Други главни извор амбијентног шума долази од бродова уопштено. У подручјима која обилују површинским активностима ниво шума може бити веома увећан. За разлику од шума генерираног стањем мора, овај је најизраженији на нижим фреквенцијама, дакле <300 Hz.
Трећи могући извор је биолошког карактера, а може потицати, на пример од ракова, шкољки, китова или дупина.
Властити шум настаје од стране платформе на којој је сонар инсталиран, и поседује одређену минималну вредност без обзира на брзину платформе, чијим повећањем расте због турбулентног тока воде преко површине сонара.
Кавитација је физичка појава на телима изложеним струјању течности великом брзином. Настаје због локалног снижења притиска најчешће изазваног повећањем брзине струјања. Очитује се настанком кавитацијских шупљина испуњених смесом паре и гаса (обично ваздуха). На броду се кавитација најчешће јавља на бродском вијку, али и на подводним перајама, кормилима, сапницама, скроковима. Може изазвати механичко оштећење, шум, вибрације и промену хидродинамичких карактеристика брода (узгоба и отпора). Управо је шум који настаје при урушавању кавитацијских шупљина главни допринос одавајућем сигналу брода, јер се може открити на веома великим удаљеностима.
Главно детекцијско-навигацијско средство подморнице јест Сонар (SOund Navigation And Ranging). Сонари се, по начину рада, деле на активне и пасивне. Код активних сонара детекцијска платформа одашиље акустичке таласе који се шире до мете и онда се рефлектирају назад на пријемник, слично радару. За разлику од њих, код пасивних сонара извор енергије је сами циљ, а детектор само прима одаслану енергију, аналогно пасивној инфрацрвеној детекцији. Подводни звукови се слушају разним типовима и конфигурацијама хидрофона (подводни микрофони), који могу бити положени у низовима на морском дну, или сложени у облику тегљених низова, затим могу бити подводни део радиоакустичке плутаче, или су у антенском низу хидроакустичког уређаја уграђени у трупу пловила. За разлику од пасивних система, детекција и локализација подморнице активним акустичким системима много је сигурнији и бржи процес. Одраз подморнице пружа податке о удаљености и смеру, који су релативно добре тачности на сонарима високе фреквенције, а рашчлањавања примарног сигнала могу пружити информације о положају објекта у мору и његовој величини. Међутим закони физике намећу и неугодности, јер циљна подморница, која пасивно мотри акустичку средину, ће чути сигнал активног сонара на много већој удаљености него што ће пријемник активног сонара моћи чути њен одраз. Та предност пружа подморници могућност избегавања детекције удаљавањем од сонара или скривањем на морском дну у сени природних закона.
Пасивни акустички извори се могу поделити на: широко-појасне и уско-појасне. Широко-појасни извори стварају акустичку енергију дуж широког спектра фреквенција, слично топлотним изворима у електро-оптици. Типични широко-појасни извори су шум генериран радом бродског вијка, турбулентним током воде дуж трупа, те делова пропулзијског система. Шум вијка и осовине типично је ниске фреквенције, што значи испод 1000 Hz. Фреквенција ротације вијка амплитудно модулише звук, што се може искористи за одређивање брзине пловила поступком демодулације. Ускопојасни извори зраче енергију само на уском спектру фреквенција, или класи фреквенција, а очитују се као дискретни врхови у појасу детекције. Типични извори различити су делови машина и пропулзије попут пумпи, мотора, електричних генератора и редукцијске опреме. Код подморница углавном је реч о нижим фреквенцијама - од 10 до 500 Hz.
Подморнице углавном смештају сонаре на прамац, бочни део трупа и у облику тегљеног сонара. Прамчана инсталација, или сферично-цилиндрични низ састоји се од пасивног и активног сонара средњих фреквенција од 750 Hz до 2 kHZ. У активном режиму рада инсталација одашиље и прима таласе фреквенција 1,5 kHz до 5 kHz. Способна је да обрађује и широко-појасне и уско-појасне сигнале, но уз повећање брзине долази до нарушавања способности разлучивања због шума који настаје трењем воде о сонар. Мана јој је немогућност детекције сигнала ниских фреквенција.
Бочни или конформални низ, такође смештен у близини прамца, линеарни је низ који пружа могућност уско-појасне детекције ниских фреквенција (50 Hz до 1 kHz) циљева при ниским брзинама роњења. Као такав, примарна му је намена у класификацији мета.
Тегљени низ (Towed Array) вуче се на дугачком каблу иза пловила како не би трпео утјецај шума насталог радом пропелера и погонског постројења. Реч је о дугачком систему хидрофона изузетне осетљивости на ниске фреквенције (10 Hz – 1 kHz). С обзиром да је фреквенцијска атенуација звука квадратна зависност, способна је за далеко веће домете детекције од претходна два система, који се у идеалним условима протежу на чак 100 наутичких миља. Користи се за широко-појасну и уско-појасну детекцију при малим и средњим брзинама роњења.

## Наоружање

### Торпедо

#### Развој
Нуклеарне подморнице су изузетно моћно наоружана пловила, а распон оружја креће се од лаких и тешких торпеда, крстарећих противбродских и противподморничких ракета до нуклеарних балистичких пројектила. Примарно и изворно подморничко оружје јесте торпедо. Први пут је доживело употребу пре 120 година и до данашњег дана представља најделотворније противбродско оружје у арсеналу нуклеарне подморнице. Противбродски пројектили се могу оштетити, док се торпеда не потапају, а то је чињеница која објашњава дугачку историју тог оружја. Ратни сукоби из недавне прошлости само потврђују надмоћ уништавајућег деловања торпеда у односу на крстареће пројектиле.
Америчка фрегата USS Stark (FFG-31) класе Oliver Hazard Perry погођена је 17. маја 1987. с два противбродска пројектила Aerospatile AM 39 Exocet, при чему су погинула 32 члана посаде, али брод није потопљен. Фрегата исте класе USS Samuel B. Roberts (FFG-58) оштећена је 14. априла 1988. контактном мином, али без људских жртава. Након ремонта оба брода наставила су службу у флоти морнарице САД.
С друге стране, последице торпедног напада пакистанске подморнице Хангор (С 131) класе Daphne 9. децембра 1971. на индијску фрегату INS Khukri (F 49) класе BlackWood биле су много трагичније. Тај први ратни брод торпедиран након 1945. потонуо је за три минуте уз 191 погинулог члана посаде.
Британска нуклеарна подморница Conqueror (S 48) класе Валијант торпедирала је 2. маја 1982. аргентинску крстарицу ARA General Belgrano класе Brooklyn уз ужасан учинак од 321 погинулог члана посаде (од њих, 95 посто директно је погинуло од погодака) и потонућа брода 45 минута након напада.

#### Врсте и карактеристике
Иако се торпеда могу делити према погону, намени, врсти навођења итд, као темељна подела сматра се она по тежини. Тако, данас постоје две категорије торпеда: лака торпеда и тешка торпеда. Типичан лаки торпедо има пречник 324 mm и масу око 300 kg, те у великој већини случајева служи за противподморничко деловање. Њима се наоружавају ваздухоплови, хеликоптери, бродови, а понекад и подморнице. Тешка торпеда су, с друге стране, знатно веће и разорније направе, обично промера 533 mm или 650 mm и масе у највећем броју случајева око две тоне, те се њима наоружавају углавном подморнице за противбродско деловање. Разлика у тежини, па тиме и у величини, односно пречнику упућује на чињеницу да се у тешка торпеда може укрцати више горива и експлозива, па та торпеда имају већи досег и разорност, али њима треба и више простора за смештај.
Uz propulzijski sastav najbitniji deo torpeda svakako je sastav za navođenje. S obzirom na tu карактеристику, postojeća torpeda u naoružanju ratnih mornarica mogu se svrstati u tri групе: 1. праволинијски пловећа (Straight-Runners), 2. пратеће бразде (Wake-Followers), 3. акустички самонавођена торпеда.
Код прве врсте торпеда, система за самонавођење нема, па се лансирају с малих до средњих удаљености од циља. Таква торпеда употребљавана су током I и II светског рата и не краси их висока вероватноћа погађања циља. За разлику од већине савремених торпеда са самонавођењем нису подложна акустичним ометањима и нападнути циљ им се може једино супротставити одговарајућим маневром избегавања или деловањем тврде самоодбране (hard-kill defense).
У групу „пратиоци бразде“ сврставају се торпеда са системом самонавођења на бразду која остаје изнад брода. Карактеристике медија у бразди разликују се од оног околне воде, што акустички сензор може разлучити, те послати информације систему управљања торпедом, који ће га наводити према броду-циљу. Торпеда ове групе обично се лансирају са средњих удаљености (3—10 км) од циља. Брод-циљ може се бранити од њих променама курса и брзине пловидбе, или пак тврдом одбраном. Такав начин самонавођења готово је немогуће ометати акустичким ометачима и мамцима. Оваква торпеда искључиво се налазе у наоружању руске ратне морнарице.
Трећа група, акустичко самонавођених торпеда (активно и пасивно), уједно је и најраспрострањенија група торпеда у употреби данас. У пасивном режиму рада, таква торпеда се могу неприметно приближити циљу, и када досегну предвиђену удаљеност, убрзати и прећи у активно самонавођење. Уколико таква торпеда с уграђеном интелигенцијом случајно изгубе акустички контакт с нападнутим циљем, она, по заданом програму, могу започети нову аквизицију и напад према заданом циљу. Тешка торпеда која лансирају подморнице према површинским бродовима, или другим подморницама, већином су, уз систем самонавођења у торпеду, вођена и жицом (танки бакарни вод или оптичко влакно) преко које се с лансирне платформе помаже систему самонавођења додатним инструкцијама за тачније навођење на циљ и препознавање лажних циљева (природно или намерно генерираних).

#### Противмере
Корелацијом података из акустичких сензора на броду и оних из сензора у торпеду помаже се у локализацији циља, посебно у окружењима деловања софистикованих противторпедних мера. Против акустички самонавођених торпеда нападнути брод на располагању има „меку“ и „тврду“ одбрану. Меку одбрану би могли поделити на три врсте акустичких учинака: 1. засићење, 2. заслепљење и 3. обмањивање – завођење система самонавођења торпеда.
Код прве, великом се снагом акустичког шума покушавају довести у засићење улазни кругови сонара у торпеду, стварајући сразмерно високе напоне на улазу предпојачала-пријемника, које ће бити потпуно блокирано, или чак уништено. Међутим овакво дјеловање је ограничено на релативно кратке удаљености.
Друга метода слична је првој, утолико што се с довољно високим акустичким сигналима прекрива изворни одраз нападнутог циља онемогућавајући торпеду разлучивање вештачке од праве мете.
Код треће методе користе се ефектор-мамци који генеришу сигнал што више налик сигналу одраза који сонар торпеда очекује од стварног циља-брода. Како је ефектор удаљен од брода, он одвлачи торпедо даље од тог, њему заданог циља. Ту варку могуће је извести једино уз претходни прекид акустичког контакта између торпеда и брода-циља уз помоћ ометача.

#### Мотори
Пропулзија данашњих торпеда може се поделити на електро и топлотну (парогасну и хемијску). Парогасна торпеда погони клипни мотор или турбина, а као погонско средство служи загрејани компримовани ваздух помешан с воденом паром и петролејом или алкохолом у гасовитом стању. Торпедо с хемијском пропулзијом погоњен је турбином или реактивним мотором, а као погонско средство користи погонску смешу која је производ хемијске реакције. Код електропропулзије торпедо покреће електромотор, а као извор енергије користе се акумулаторске батерије. Електропропулзија која се обично темељи на сребро - цинк (Ag-Zn) и магнезијум - сребро - хлорид (Mg-Ag-Cl) батеријама, традиционално су сматрана најтишим типом пропулзије. У новије време изостављањем редуктора, једног од највећих извора буке у пропулзијским системима, савремени топлотни пропулзијски системи с хидромлазним пропулзорима врло су тихи при истим брзинама, а могу осигурати пуно вишу највећу брзину.
Стандардна торпеда „старе генерације“ користе углавном два четворокрилна бродска вијка са супротним смером ротације. Због акустичке интерференције два струјања то је резултирало стварањем великих количина нежељене буке. Последње генерације торпеда карактеришу бродски вијци бољег хидродинамичког облика и материјала. На пример, торпедо Black Shark поседује два бродска вијка са по 9+11 срполиких крила направљених од угљенично-стаклених влакана.

#### Руски Шквал
Без сумње најзанимљивији торпедо данашњице и најреволуционарније достигнуће од увођења нуклеарног погона у подморнице је руски суперкавитирајући ракетни торпедо Шквал (рус. Шквал, енгл. транслит. Shkval). Искориштавајући за сада још не сасвим објашњено и моделирано својство суперкавитације, тај торпедо постиже готово невероватну подводну брзину од 200 чворова (100 m/s), што је у просеку 4 пута брже од најсавременијих торпеда у морнарицама Запада. С обзиром да је прва верзија Шквала ненавођена, отпоран је на све меке противмере, а због своје невероватне брзине, противнику оставља заиста мало времена за извођење маневра избегавања.
Суперкавитација је поступак вештачког стварања кавитације и њеног искориштавања за постизање околине минималног воденог отпора. Око пројектила се створи вештачки, обновљиви гасовити мехур, који због веома малог трења омогућава постизање до сада незамисливих подводних брзина. Гранична брзина при којој се ова појава јавља је неких 100 чворова, и уз правилно обликован нос пројектила притисак воде при врху довољно пада за омогућавање прелаза воде из текућег у гасовито стање. Поступно, ствара се ваздушни мехур који у целости обухвата сам пројектил. При пуној брзини, само је нос пројектила у директном контакту воде, али бука која се при том генерише изузетно је велика и онај ко лансира такав пројектил одаје своју присутност, те стога мора помно одвагнути добит и корист његовог коришћења.
Примера ради може се замислити следећи сценарио: америчка подморница класе Лос Анђелес и руска Акула међусобно се лове. Лос Анђелес прва добија прилику за лансирање и испушта конвенционални Mark 48 ADCAP торпедо. Руска Акула детектује смер лансирања и одмах узвраћа лансирањем VA-111 Škval пројектила по смеру надолазећег торпеда, присиљавајући америчку подморницу на извођење наглог маневра, приликом којег губи жицу која је повезује с торпедом. Надаље, како су обе подморнице веома тихе, удаљености с којих би се лансирала торпеда биле би веома кратке, те би тиме америчка подморница била у веома незавидном положају да у оних неколико секунди које има на располагању успешно изведе маневар измицања.
Због те особине, западни стручњаци торпеда Шквал сматрају првенствено одбрамбеним оружјем, које би надокнадило недостатак руских подморница да роне једнако тихо као и америчке. Међутим постоје назнаке да је развијена и верзија са самонавођењем, звана Шквал II, која ту теорију чини непримењивом, а уз то наводно је и максимална подводна брзина повећана на 350 чворова. Згодно је споменути да је управо на темељу открића суперкавитације 1997. први пут пробијен звучни зид под водом.

### Ракете
Осим торпедима, јуришне подморнице САД и Русије углавном су наоружане и с неколико верзија противбродских и противподморничких ракета. Стандардни подводно лансирани крстарећи пројектил Америчке ратне морнарице је Tomahawk, који долази у две верзије: TLAM и TASM. Прва је намењена нападању на копнене циљеве, док је ТАСМ прилагођена за противбродско деловање. Има домет од 450 km и бојну главу од 350 kg, летећи при брзини од 0,7 Macha. Осим Томахавка, за противбродску борбу користи се и крстарећа ракета Harpoon домета 130 km, нешто нижег профила лета, али и мање бојне главе.
Русија, за разлику од Америке, у своје подморнице инсталира далеко већи спектар подводно лансираних противбродских, али и противподморничких ракета. Међу њима је крстарећа ракета SS-N-19 Shipwreck, која се налази у арсеналу руских нуклеарних подморница класе OSCAR II, којима је припадао и потонули Курск. Наоружане су с 24 таква пројектила, од којих сваки има домет 550 km, максималну брзину лета од 2,5 Macha и бојну главу од 750 kg. Најновији додатак руском арсеналу подводно лансираних пројектила је вишенаменски систем намењен уништавању бродова, подморница и циљева на копну, познат као Клуб (НАТО ознака SS-N-27). Пројектили носе ознаке 3М-54Е и 3М54Е1 (намењени уништавању бродова), 3М-14Е (намењен уништавању циљева на земљи), те 91РЕ1 и 91РЕ2 (намењени уништавању подморница).
Пројектил 3М-54Е намењен је уништавању бродова, и након лансирања спушта се на 10 m изнад нивоа мора и лети брзином између 180 до 240 m/s (650 до 860 km/h). На удаљености од отприлике 50 до 35 km од циља пројектил се кратко пење да би његов активни радар открио циљ и потврдио позицију. Потом се поновно спушта на висину од 10 m те убрзава до брзине од 3 Macha. Руски стручњаци сматрају да је то довољна брзина за пробијање и најсавременије противракетне одбране ратних бродова. Максимални домет овог пројектила је 220 km, а маса бојне главе му износи 200 kg. Други пројектил намењен противбродској борби носи ознаку 3М-54Е1, иако се може користити и за уништавање циљева на копну. Реч је о конвенционалном дизајну и брзина му не прелази 240 m/s. Због тога му је максимални домет 300 km, уз бојну главу од чак 450 килограма. Иако се циљу приближава на висини од само 10 m, због своје класичне конструкције много га је лакше оборити него 3М-54Е.
За уништавање циљева на копну намењен је пројектил ознаке 3М-14Е. Пројектил има комбинацију инерцијалног и сателитског навођења (користи се систем Глонасс – руски еквивалент система ГПС). Максимални домет пројектила износи 300 km, уз брзину лета до 240 m/s. Може понети нуклеарну бојну главу или класичну масе 450 kg.
За борбу против подморница постоје две верзије – 91РТЕ1 и 91РТЕ2, од којих је друга много занимљивија. Наиме, реч је о пројектилу домета 40 km и максималне брзине од 2,5 Macha који је опремљен ракетним суперкавитирајућим торпедом АПР-3МЕ Орјол, брзине 200 чворова и домета 10 km, уз самонавођење.
Осим система Клуб, руске подморнице за противподморничку борбу користе и нешто старији SS-N-16 Stallion домета 100 km, који након досезања циљане локације испушта лаки торпедо максималног домета 10 km. У наоружању Акула налазе се и ЛАЦМ пројектили Гранит, домета 3000 km и инерцијалног навођења уз праћење контура терена, те најновији противбродски пројектил Yakhont, домета 300 km и брзине лета 3 Mach.
Најмоћније подморничко наоружање јесу интерконтинентални нуклеарни балистички пројектили, који омогућавају достављање нуклеарних бојних глава, снаге реда неколико десетина мегатона ТНТ-а на удаљеностима и до 10.000 km. Углавном је реч о MIRV (Multiple Independent Reentry Vehicle) бојним главама, које при уласку у атмосферу испуштају самостално навођене бојне главе способне за селективно-редундантну аквизицију циљева.

## Занимљивости
Једно атомско пуњење горивом атомске подморнице је величине кокошијег јајета. Са два таква пуњења „Наутилус“ је прешао 91.050 нм испод нивоа површине воде и 38.000 нм површином.
Поморски пут Лондон – Токио површином воде износи 18.000 нм а пловидба испод леда га скраћује за 8.000 нм, готово за половину.